# Панфёров, Александр Константинович
Александр Константинович Панфёров (ок. 1826 — 1895) — русский контр-адмирал.

## Биография
Родился в 1826 или 1827 году в семье морского офицера, лейтенанта Константина Васильевича Панфёрова, который в то время служил при архангельском порту; в 1827 году совершил переход на фрегате «Ольга» из Архангельска в Кронштадт; 20 января 1832 года вышел в отставку с чином капитана 2-го ранга «для определения к статским делам».
С 6 февраля 1839 года воспитывался в Морском кадетском корпусе, где 25 августа 1846 года был произведён в гардемарины. В июне 1848 года после производства в мичманы был направлен на Черноморский флот, где служил на бригах «Неарк» и «Орфей» — крейсировал у восточного берега Черного моря. В 1851—1852 годах на шхуне «Дротик» он совершил плавание в Константинополь, по возвращении из которого служил на корабле «Святослав» в Севастополе.
С 13 сентября 1854 по 27 августа 1855 года состоял в гарнизоне Севастополя на Малаховом кургане; 26 ноября 1854 года был произведён в лейтенанты. Был награждён орденами: Св. Анны 3-й степени с мечами, Св. Владимира 4-й степени с мечами и Св. Станислава 2-й степени с мечами и годовым окладом жалования.
В 1857 году на шхуне «Опыт» курсировал в Чёрном море. В 1858—1859 годах на корабле «Цесаревич»  перешел из Севастополя в Кронштадт.
В 1860—1864 годах на винтовом корвете «Ястреб» плавал у Восточного берега Чёрного моря; в 1862 году получил к ордену Св. Станислава 2-й степени с мечами императорскую корону, а 1 января 1863 года был произведён в капитан-лейтенанты; в 1864 году получил крест «За службу на Кавказе» и Медаль «За покорение Западного Кавказа».
В 1868 году на шхуне «Чатырдах» ходил в Чёрном море; в 1869 году был награждён орденом Св. Анны 2-й степени с мечами.
В 1870 году командовал брандвахтенной шхуной «Салгир» на Очаковском рейде. В 1871—1872 годах командовал пароходом «Тамань» у Константинополя; в 1872 году награждён турецким орденом Меджидие.
Был произведён в капитаны 2-го ранга 1 января 1873 года, в капитаны 1-го ранга — в 1877 году.
В 1878—1882 годах командовал корветами «Память Меркурия» и «Сокол» и пароходом «Тамань».
Был уволен со службу с производством в контр-адмиралы 17 июня 1885 года.
Умер 26 января (7 февраля) 1895 года. Похоронен на Волковском православном кладбище.

## Семья
Был женат на Марии Карловне Ергомышевой. Их дети:
- Константин (1860 — ок. 1919)
- Любовь, в замужестве Грузова[4].